# Западноевропейски съюз
Западноевропейският съюз (ЗЕС, на английски: Western European Union (WEO), на френски: Union de l'Europe occidentale (UEO)) е бивша слабо активна международна организация в Европа. Създадена е по силата на Договора от Брюксел през 1948 г., а по-късно въз основа на Променения договор от Брюксел от 1954 г., в организацията се допускат Западна Германия и Италия. Западноевропейският съюз е военно-политически съюз само на западноевропейски страни, насърчавайки също икономическа, културна и социална взаимопомощ. Щабквартирата на ЗЕС е в Брюксел. Не трябва да се бърка с Европейския съюз.
Западноевропейският съюз бива създаден по време на „студената война“, с цел взаимопомощ при евентуална военна заплаха. След края на войната, целите и задачите, както и съответните институции се прехвърлят към общата политика за сигурност и отбрана на географски по-всеобхватния Европейски съюз. Процесът на консолидация е завършен през 2009 година, когато е създадената клаузата за солидарност в Договора от Лисабон, силно подобна (но не е идентична) с клаузата за взаимна отбрана на договора, създал западноевропейския съюз. Впоследствие, страните подписали Променения договор от Брюксел решават да прекратят договора на 31 март 2010 година, като всички дейности на западноевропейския съюз постепенно се прекратяват до юни 2011 година . На 30 юни 2011 официално е обявено прекратяване на съществуването на Западноевропейския съюз .

## История

### Договор от Брюксел
Договорът от Брюксел е подписан между Обединеното кралство, Франция, Белгия, Люксембург и Нидерландия на 17 март 1948 година. Той представлява договор за взаимозащита със срок 50 години, който насърчава също икономическото, културното и гражданското сътрудничество. Клаузата в договора за автоматична военна помощ е в случай на въоръжена агресия първоначално от страна на Германия, а с разпалването на „студената война“ – от страна на СССР. На 23 октомври 1954 г. Западноевропейският съюз придобива нов вид с подписването на Променения договор от Брюксел, целящ добавянето на Западна Германия и Италия в рамките на съюза. В увода на променения Договор от Брюксел ясно са очертани три основни цели:
- Да се създава в Западна Европа стабилна основа за европейско икономическо възстановяване;
- Да се осигурява взаимопомощ между страните в случай на каквато и да е агресивна политика;
- Да се подкрепя единството и да се насърчава постепенната интеграция на Европа.

### Прехвърляне на правомощията към Европейския съюз
Първоначално, съгласно Договора от Амстердам, Западноевропейския съюз се превръща във важна част от самоотбраната на Европейския съюз. На 13 ноември 2000, на среща на министрите на ЗЕС в Марсилия се изгражда споразумение за постепенно прехвърляне на функциите и дейностите от Западноевропейския съюз към Европейския съюз, в рамките на изграждащите се „Обща външна политика и политика на сигурност“ и „Общата политика за сигурност и отбрана“ .
На 1 януари 2002 година „Институтът за изследване на сигурността“ и „Сателитен център“ на Западноевропейския съюз се преформироват към Европейския съюз и се превръщат съответно в „Институт за изследване на сигурността на Европейския съюз“ и „Сателитен център на Европейския съюз“. Друг важен момент е свалянето на правомощията на Западноевропейския съюз, дадени му с Договора от Амстердам, с подписването на новия Договор от Ница. По-късно Договорът от Лисабон променя член 42 т.7 от Договора от Маастрихт, с което се включва ангажимент за взаимна отбрана и се решава окончателно въпроса за общата отбрана в рамките на Европейския съюз .
| Подписан В сила Договори        | 1948 Брюксел                                                          | 1951 1952 Париж        | 1954 1955 Променен договор от Брюксел          | 1957 1958 Рим                                  | 1965 1967 Договор за сливане                   | 1975 непр. Решение на Европейски съвет               | 1985 Шенгенско споразумение                          | 1986 1987 Единен европейски акт                      | 1992 1993 Маастрихт                                  | 1992 1993 Маастрихт | 1997 1999 Амстердам  | 2001 2003 Ница       | 2007 2009 Лисабон | 2007 2009 Лисабон |  |  |  |  |  |  |  |  |
|                                 |                                                                       |                        |                                                |                                                |                                                |                                                      |                                                      |                                                      |                                                      |                     |                      |                      |                   |                   |  |  |  |  |  |  |  |  |
| Три стълба на Европейския съюз: |                                                                       |                        |                                                |                                                |                                                |                                                      |                                                      |                                                      |                                                      |                     |                      |                      |                   |                   |  |  |  |  |  |  |  |  |
| Европейски общности:            |                                                                       |                        |                                                |                                                |                                                |                                                      |                                                      |                                                      |                                                      |                     |                      |                      |                   |                   |  |  |  |  |  |  |  |  |
|                                 | Европейска общност за атомна енергия (ЕВРАТОМ)                        |                        |                                                |                                                |                                                |                                                      |                                                      |                                                      |                                                      |                     |                      |                      |                   |                   |  |  |  |  |  |  |  |  |
|                                 |                                                                       |                        | Европейска общност за въглища и стомана (ЕОВС) | Европейска общност за въглища и стомана (ЕОВС) | Европейска общност за въглища и стомана (ЕОВС) | Европейска общност за въглища и стомана (ЕОВС)       | Договорът изтича през 2002                           | Договорът изтича през 2002                           | Договорът изтича през 2002                           |                     | Европейски съюз (ЕС) | Европейски съюз (ЕС) |                   |                   |  |  |  |  |  |  |  |  |
|                                 |                                                                       |                        | Европейска икономическа общност (ЕИС)          |                                                |                                                |                                                      |                                                      |                                                      |                                                      |                     | Европейски съюз (ЕС) | Европейски съюз (ЕС) |                   |                   |  |  |  |  |  |  |  |  |
|                                 |                                                                       |                        |                                                | Правила от Шенген                              |                                                |                                                      | Европейска общност (ЕО)                              | Европейска общност (ЕО)                              |                                                      |                     | Европейски съюз (ЕС) | Европейски съюз (ЕС) |                   |                   |  |  |  |  |  |  |  |  |
|                                 |                                                                       | ТРЕВИ                  | ТРЕВИ                                          | ТРЕВИ                                          | Правосъдие и вътрешни работи (ПВР)             |                                                      | Европейска общност (ЕО)                              | Европейска общност (ЕО)                              |                                                      |                     | Европейски съюз (ЕС) | Европейски съюз (ЕС) |                   |                   |  |  |  |  |  |  |  |  |
|                                 | Сътрудничество в областта на правосъдието и вътрешните работи (СОПВР) | ТРЕВИ                  | ТРЕВИ                                          | ТРЕВИ                                          | Правосъдие и вътрешни работи (ПВР)             |                                                      |                                                      |                                                      |                                                      |                     | Европейски съюз (ЕС) | Европейски съюз (ЕС) |                   |                   |  |  |  |  |  |  |  |  |
|                                 |                                                                       |                        |                                                |                                                | Сътрудничество в европейската политика (СЕП)   | Обща външна политика и политика на сигурност (ОВППС) | Обща външна политика и политика на сигурност (ОВППС) | Обща външна политика и политика на сигурност (ОВППС) | Обща външна политика и политика на сигурност (ОВППС) |                     | Европейски съюз (ЕС) | Европейски съюз (ЕС) |                   |                   |  |  |  |  |  |  |  |  |
| Неорганизирано тяло             | Неорганизирано тяло                                                   | Западноевропейски съюз | Западноевропейски съюз                         | Западноевропейски съюз                         | Западноевропейски съюз                         | Западноевропейски съюз                               | Западноевропейски съюз                               |                                                      |                                                      |                     |                      | Европейски съюз (ЕС) |                   |                   |  |  |  |  |  |  |  |  |
| Неорганизирано тяло             | Неорганизирано тяло                                                   | Западноевропейски съюз | Западноевропейски съюз                         | Западноевропейски съюз                         | Западноевропейски съюз                         | Западноевропейски съюз                               | Западноевропейски съюз                               | Договорът е прекратен през 2010                      |                                                      |                     |                      |                      |                   |                   |  |  |  |  |  |  |  |  |
|                                 |                                                                       |                        |                                                |                                                |                                                |                                                      |                                                      |                                                      |                                                      |                     |                      | п б р                |                   |                   |  |  |  |  |  |  |  |  |

### Прекратяване на Западноевропейския съюз
След влизането в сила на Договора от Лисабон през 2009 година, целите и задачите на западноевропейския съюз се припокриват от клаузата за взаимоотбрана на лисабонския договор . Поради това, в дълги дискусии за бъдещето на западноевропейския съюз се обсъжда и план за прекратяване на организацията . На 30 март 2010 година, в писмено изявление, външния министър на Обединеното кралство Крис Браянт уведомява за решението на Великобритания да се оттегли от западноевропейския съюз в рамките на година . На 31 март 2010 година германското министерството на външните работи обявява оттеглянето на Германия от Променения договор от Брюксел . По време на испанското председателство на западноевропейския съюз, от името на десетте страни-членки, се взима решение за прекратяване на Променения договор от Брюксел и до прекратяване на съществуването на западноевропейския съюз до юни 2010 . На 30 юни 2011 официално е обявено прекратяване на съществуването на Западноевропейския съюз . Всички дейности на западноевропейския съюз са прекратени до юли 2011 година .

## Организация
Главната квартира на западноевропейския съюз е била разположена в Брюксел, обслужвана от 65 души персонал и годишен бюджет от 13,4 милиона евро . В нея се помещават „Съвета на западноевропейския съюз“ и „Парламента на западноевропейския съюз“.
Западноевропейският съюз е управляван от „Съвет на министрите“, подпомаган от „Съвет на постоянните представители“, съставен от посланици. Социалните и културните аспекти на договора от Брюксел са делегирани към Съвета на Европа за да се избегне припокриването на отговорности в Европа .
Парламентарната асамблея на западноевропейския съюз, съставена от делегации на страните-членки, надзирава работата на „Съвета на западноевропейския съюз“, но няма никакви правомощия над него. По този начин „Парламента на западноевропейския съюз“ изпълнява функциите на консултативен орган.

## Страни-членки
Западноевропейският съюз включва 10 страни-членки, 6 асоциирани страни-членки, 5 страни-наблюдателки и 7 асоциирани страни-партньори. На 14 юни 2001 г. Хавиер Солана заявява, че няма предвидима причина да се променя статутът на страните-нечленки на организацията.
| Страни-членки (Договор от Брюксел, изм. 1954) Всички са членки на НАТО и на ЕС. Единствените страни с пълни права за гласуване. - Обединено кралство - Франция - Германия - Италия - Белгия - Нидерландия - Люксембург - Португалия (27 март 1990) - Испания (27 март 1990) - Гърция (1995) Страни-наблюдателки (Рим, 1992) Страните са членки на ЕС, но не на НАТО. 1 - Дания 1 - Ирландия - Австрия (1995) - Швеция (1995) - Финландия (1995) 1 Дания е изключение като членка и на двете. Класирана е в тази група, тъй като има право да излезе от Маастрихтския договор (1992) и не участва в Европейската политика по сигурност и отбрана на ЕС. | Асоциирани страни-членки (Рим, 1992) Асоциираното членство е учредено, за да бъдат включени европейските страни, които са били членки на НАТО, но не и на ЕС. След това Полша, Чехия и Унгария са се присъединили към ЕС. - Турция - Норвегия - Исландия - Полша (1999) - Чехия (1999) - Унгария (1999) Асоциирани страни-партньори (Кирхберг, 1994) Страни, които по онова време не са били нито в НАТО, нито в ЕС, но по-късно са станали техни членки. - Естония - Латвия - Литва - Словакия - България - Румъния - Словения (1996) |